# Anders Sellström
Anders Torbjörn Sellström, ogift Lindström, född 19 mars 1964 i Lycksele, Västerbottens län, är en svensk politiker (kristdemokrat), som var riksdagsledamot 2010–2014, invald för Västerbottens läns valkrets, och Europaparlamentariker 2018–2019.

## Biografi
Anders Sellström är son till båtbyggaren Konrad Lindström och bror till Stefan Attefall. Sellström är utbildad civilekonom vid Umeå universitet[källa behövs]. Han är gift med Emma Sellström (född 1963).
Sellström var riksdagsledamot 2010–2014. I riksdagen var han ledamot i finansutskottet 2010–2014. Han var även suppleant i civilutskottet och skatteutskottet.
Han utsågs till ledamot i Europaparlamentet från och med 3 oktober 2018 sedan Lars Adaktusson avsagt sig uppdraget efter riksdagsvalet 2018. Sellström avgick från uppdraget när mandatperioden tog slut 2 juli 2019.